# Sistema Ferroviario en la Patagonia Argentina

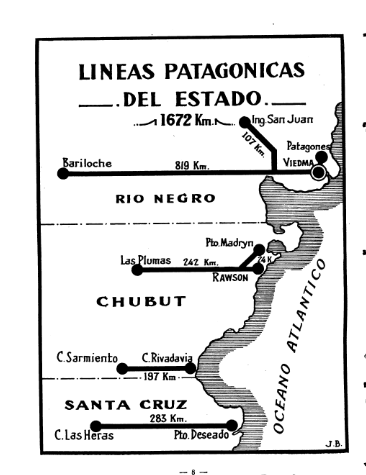
Líneas Patagónicas de la primera empresa estatal que velaba por el ferrocarril en la Patagonia.

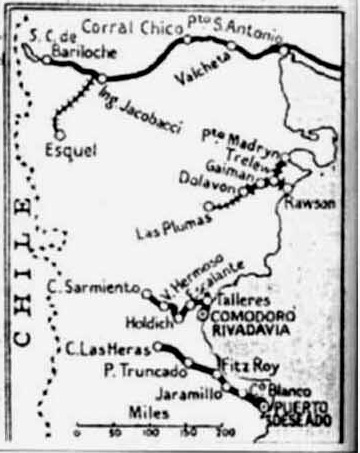
Los 5 principales ferrocarriles construidos por el estado argentinos hacia 1945. En sus puntas de rieles el estado pretendía construir una extensa red de trocha económica que no fue completada y condenó a los 3 tres ferrocarriles que quedaron aislados al sur.

El Sistema Ferroviario en la Patagonia Argentina se entiende como el complejo entramado privado y público que intentó la implantación del ferrocarril como medio de transporte en esta región. Actualmente, este intento se corresponde con los distintos avances y retrocesos que tuvieron los diferentes ferrocarriles instalados a lo largo de la Patagonia Argentina durante el siglos  XIX y XX por iniciativa privada o pública. Precisamente, el ferrocarril como medio de transporte abarcó en distinta media todas las provincias y aun prevalece en todas ellas, pero sin ser un sistema de transporte de pasajeros que conecte con el resto de Argentina  o su zona neurálgica de Buenos Aires.
Los ferrocarriles privados fueron todos de trocha económica, dimensiones modestas y nunca se conectaron a la red ferroviaria estatal (a excepción única del ferrocarril Sud). En tanto, el Estado Argentino intentó a inicios del siglo XX lograr un ferrocarril Tanspatagónico que conectara hasta la zona sur cercana a Puerto Deseado, la zona cordillerana cercana al lago Buenos Aires e incluso llegara a Chile a través del Ferrocarril Trasandino Sur. No obstante, con un rotundo cambió de planes solo se logró conectar con la red ferroviaria argentina la zona norte de la Patagonia de Río Negro y Neuquén con trocha ancha y hasta la localidad chubutense de Esquel con una trocha económica de planificación errada con 750 centímetros de ancho.

## Historia
En el año 1906 el presidente José F. Alcorta y su ministro Dr. Ezequiel Ramos Mejía elevaron un proyecto de fomento de los territorios nacionales que en el caso de la Patagonia calcaba el proyecto de la empresa Ferrocarril Sud Argentino. En un comienzo el plan del estado argentino era lograr la conexión nacional integral de la mayor parte de su territorio mediante el ferrocarril. Para esto se valió de la construcción de tres grandes ferrocarriles de trocha ancha : Línea de Carmen de Patagones a Bariloche, Línea de Comodoro Rivadavia al Lago Buenos Aires y la línea de Puerto Deseado al Lago Nahuel Huapi. Incluso, se proyectaba un ferrocarril transcontinental que llegaría hasta Valdivia en el país vecino de Chile. El plan pareció ir encaminado los primeros años. Sin embargo, pronto tuvo la oposición de los capitales ingleses que entendían que contrariaba sus intereses. A esto se fue sumado a la fuerte oposición del Congreso y la prensa que terminó en julio de 1913 con la renuncia de Ramos Mejía. Pero el gran freno vino con la irrupción en 1914 de la Primera Guerra Mundial, cuando el estado por falta de materiales importados y presupuesto paralizó transitoriamente la línea a Bariloche y dejó truncas para siempre a los ramales de Comodoro Rivadavia en Sarmiento y al de Puerto Deseado en Las Heras.
Desde los años 1920 el estado volvió a su plan, pero con recortes en lo económico. La nueva planificación de la conexión entre estos tres puntos fue completada por la incorporación del Ferrocarril Central del Chubut que fue nacionalizado. Los cuatro putos iban a conectarse mediante la construcción de una red de trocha económica de 0.75; la cual inició sus pasos en el Central del Chubut al retrochar a la nueva medida el total de su clásica trocha de 1 metro y continuarla hasta Altos de las Plumas donde fue abandonada. Luego el estado prosiguió con su plan al comenzar la construcción de la red de trocha económica hacia el sur desde Jacobacci. No obstante, tras erigir 400 kilómetros de rieles la red fue dejada de lado en forma definitiva al arribar a Esquel en 1945. Esto dejó condenados al aislamiento y al fracaso a los 3 ferrocarriles restantes y trunco desde entonces la posibilidad de una red nacional ferroviaria en la mayor parte de la Patagonia.
Como resultado de todos los ramales y ferrocarriles construidos en la región solo el ramal Bahía Blanca - Zapala, el ramal de Carmen de Patagones a Bariloche, la Línea Económica a Esquel y la Línea Económica al Valle del Río Negro lograron integrarse al sistema ferroviario argentino. Sin embargo, solo los dos primeros tuvieron conexión plena con el resto de los ferrocarriles nacionales y los dos últimos sirvieron en la práctica como líneas subsidiaras del ramal a Carmen de Patagones - Bariloche donde tuvieron que hacer transbordos y elevar sus costos operativos.El resto de los ferrocarriles funcionó aisladamente, pero vinculados a la capital argentina mediante sus diferentes puertos que posibilitaron su movimientos de cargas.

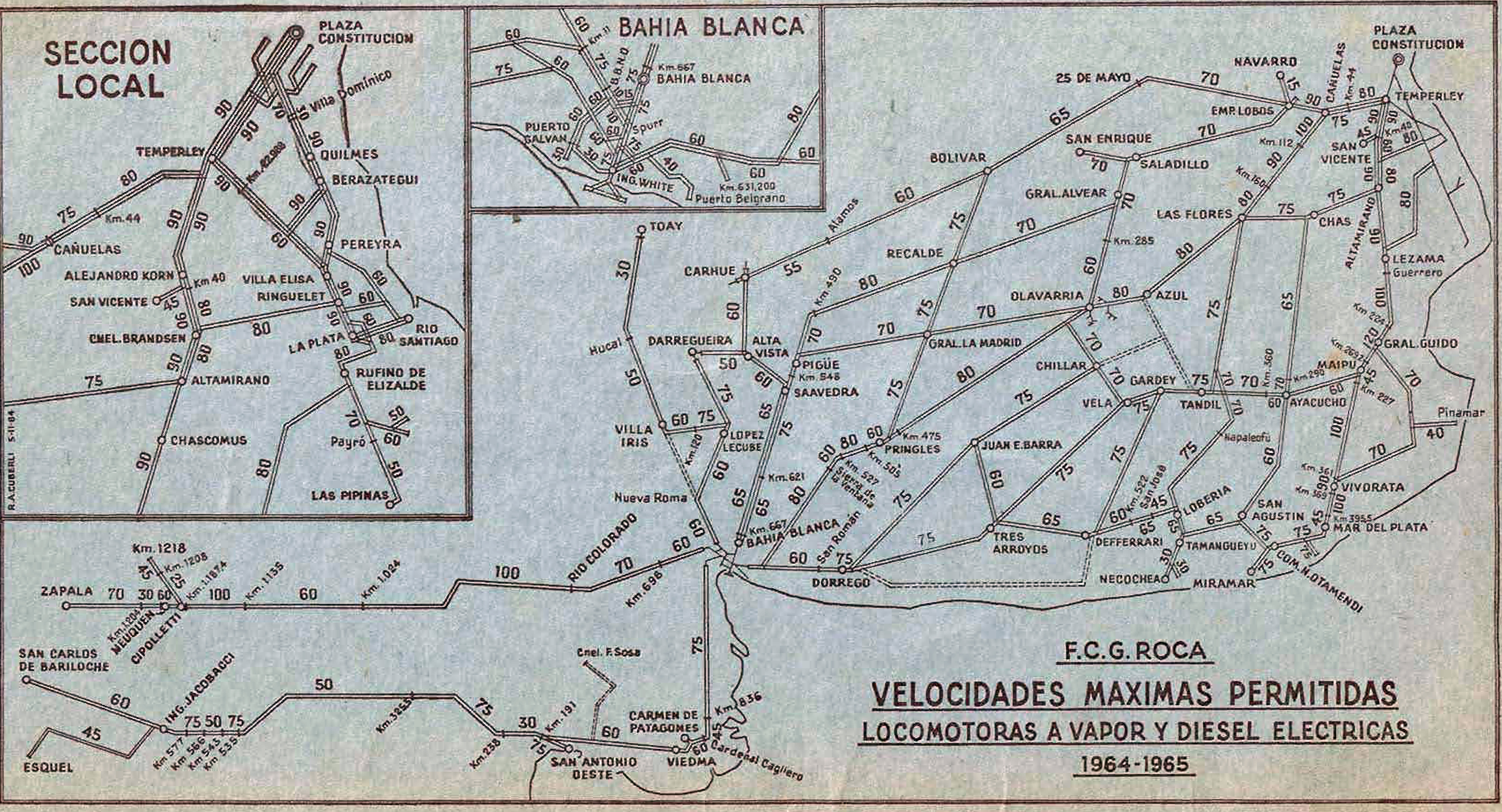
Los ramales Bahía Blanca-Neuquén-Zapala, Viedma-Bariloche, La Trochita y la Línea Económica al Valle del Río Negro fueron los únicos que se pudieron insertar a la red nacional del ferrocarril General Roca. Actualmente, solo el ramal a Neuquén mantiene conexión conexión con el país. En los demás: el ramal a Bariloche requiere de inversiones profundas para reconectarse, La Trochita es considerado anticuado para su funcionamiento y el restante fue levantado.

En cuanto al entramado de ferrocarriles privados, todos compartieron las características siguientes: siempre se mantuvieron aislados, poseían puertos/embarcaderos, tenían dimensiones modestas, pequeñas trochas Decauville o económicas y fueron construidos por iniciativa privada que era generada por la intensa actividad económica del modelo agroexportador argentino. No obstante, como excepción estuvo el ferrocarril Sud contado al sistema nacional y con trocha ancha. La mayoría de estos pequeños ferrocarriles se distribuyeron a lo largo de la región desde fines del siglo 19 y prevalecieron hasta mediados del siglo 20 cuando la mayoría ya estaba cerrado.
En tanto, la cara pública que sobrevivía del sistema ferroviario se empezó a ver afectada con el correr de los años por los malos manejos de los gobiernos argentinos que volvieron deficitarios a la mayoría de lo ferrocarriles naciones y en especial a los patagónicos. Estas pérdidas económicas contribuyeron a acrecentar el abultado y persistente déficit fiscal argentino que terminó ocasionando la larga y prevalente inflación argentina. A pesar de esta problemática  el sistema ferroviario público se mantuvo intacto hasta la mitad del siglo 20 e incluso fue ampliado con la nacionalización de los ferrocarriles llevada a cabo por Perón en 1948 que incorporó al ramal a Zapala. Tras la nacionalización el decreto N° 32.574 reorganizó las líneas ferroviarias administradas por Ferrocarriles del Estado. Producto de este ajuste se crearon 8 ferrocarriles General Bartolomé Mitre, General Belgrano, Domingo F. Sarmiento, General Roca, General San Martín, General Urquiza y Patagónico. Por este motivo, los ferrocarriles de Comodoro a Sarmiento, de Puerto Deseado a Las Heras, de General Vintter a San Juan y  de Puerto Madryn a Altos de las Plumas integraron el nuevo Ferrocarril Patagónico. Bajo esta administración todos sus ferrocarriles vivieron un periodo dorado en esta época. Ergo, a pesar de que se intentó ganar más tráfico y coordinar con los servicios marítimos; la mala gestión administrativa por demasiados empleados, falta de capital y la imposibilidad de competir contra el transporte automotor más eficiente hicieron que los clientes se decantaran por los camiones poco a poco. Durante este periodo la gerencia del ferrocarril se ubicó en Puerto Madryn. Los ferrocarriles operaron como empresas autónomas para luego quedar bajo la órbita de la Empresa Nacional de Transportes (ENT). Empresa responsable del transporte tranviario, subterráneo y automotor nacionalizado. En 1956 se creó la Superintendencia de Ferrocarriles y en 1958, al liquidarse la Empresa Nacional de Transportes, se constituyó la Empresa de Ferrocarriles del Estado Argentino (EFEA) agrupando exclusivamente a las seis líneas ferroviarias. En tanto, el Ferrocarril Patagónico fue  incorporado a la órbita del Ferrocarril General Roca en forma definitiva para el año 1957. En esta reorganización posterior, bajo el Ferrocarril Roca, la superintendencia de las líneas patagónicas se erigió en Puerto Madryn. Para esos años el tráfico estaba agonizando; la superintendencia realizó un correcto diagnóstico de la situación: la única solución a los inminentes cierres era la construcción del Ferrocarril Transpatagónico que nunca fue hecho. De todas formas, la nueva organización bajo el Roca terminó de condenar a casi todas las líneas patagónicas. En los años posteriores las autoridades del Ferrocarril Roca desde Buenos Aires comandaron a todas las líneas. La misma a su vez contaba con una delegación regional de la superintendencia seccional de tráfico en Puerto Madryn que comandaba a los jefaturas de los ramales Central del Chubut, de Comodoro Rivadavia y de Puerto Deseado. En cuanto a las otras líneas del Ferrocarril Patagónico, quedaron bajo la órbita de San Antonio Oeste que agrupaba bajo su control: Línea Económica a Esquel, la Línea Económica al Valle del Río Negro y el ramal Viedma - Bariloche.
De todas formas, al nacionalizarse todos los ferrocarriles y crearse la empresa nacional de ferrocarriles se acrecentó su mal desempeño y políticas clientelistas que terminaron incrementando su ineficacia económica. La necesidad de un ordenamiento pronto surgió y en 1958 irrumpió el primer gobierno que intentó acomodar la situación caótica de la economía argentina. De este modo, el radical Frondizi intentó la baja del gasto público excesiva y ordenó por primera vez cierre de numerosos ramales con el plan Larkin. Este plan planeaba el cierre de todos los ferrocarriles al sur de Viedma y pronto chocó con la feroz resistencia logró detener parcialmente el plan. Sin embargo, el Ferrocarril Central del Chubut y la Línea Económica al Valle del Río Negro fueron desactivados y se implantó la desinversión en los restantes ferrocarriles aislados que aun prevalecían; y como consecuencia se los dejó obsoletos en los sucesivos años al no recibir más inversiones estatales. Además, la política achicamiento y racionalización de los ferrocarriles se perduraron hasta de los comienzos del gobierno de facto del general Onganía (1966-1970).
Tras un periodo de relativa calma, sobrevino la segunda gran reducción de la red con el Proceso de Reorganización Nacional. La dictadura militar, ante la grave crisis inflacionaria y económica conocida como el Rodrigazo, tuvo facilitada la toma del poder y la aplicación de un plan inusitado que tuvo la profundidad e intensidad que ostentó un fuerte disciplinamiento social. De este modo, los militares terminaron decidiendo la racionalizar de la castigada economía argentina; en especial al sector ferroviario fuertemente deficitario y de los sectores más difíciles de ajustar según el ministro de economía. Como resultante, el entonces ministro de economía Martínez de Hoz ordenó el cierre de ramales y en la Patagonia dejaron de funcionar los de Comodoro Rivadavia y Puerto Deseado al acusarlos de antieconómicos. Aunque la orden solo pareció afectar a dos ramales aislados, olvidados y deficitarios; su pérdida sepultó definitivamente el proyecto del ferrocarril nacional patagónico al perderse los ramales que deberían haber sido las cabeceras sur y que quedaron aislados desde 1914.
Tras el retorno de la democracia, a nivel organizacional, no se produjeron grandes cambios en la configuración de la firma Ferrocarriles Argentinos a pesar de que el gobierno radical intentó un ajuste al fuerte desequilibrio que los ferrocarriles inferían al estado. En cuanto a la conservación y mantenimiento del material ferroviario, se asistió a un proceso de grave deterioro y abandono de toda política racional. Esto terminó ocasionando el estancamiento y retroceso en el transporte de cargas que ya venía perdiendo desde hace tiempo. Ello crearía las condiciones de posibilidad  para que el Gobierno del presidente Carlos Menem, se ponga en práctica un vasto programa de reformas estructurales que abarcaría la privatización.
La última destrucción del sistema ferroviario patagónico ocurrió en el primer gobierno del peronista Carlos Menem que recibió una economía devastada por la hiperinflación argentina que era alimentada por un voraz déficit fiscal. El estado decidió la privatización ferroviaria de la empresa estatal Ferrocarriles Argentinos con un déficit operativo de 450 millones de dólares por año. Por ende, se atacó lo poco que prevalecía activo clausurando la Línea Económica a Esquel (retomada parcialmente por Chubut y Río Negro), concesionar el ramal a Zapala a Ferrosur y ceder a la provincia de Río Negro el ramal a Bariloche dejando a la región desde 1993 sin apoyo estatal nacional y transporte de pasajeros hacia el resto del país.
Actualmente, la mayor parte del sistema fue levantado o abandonado. En cambio, un reducido número de ferrocarriles funcionan operando solo el transporte de cargas, uso turístico o servicios limitados de pasajeros sin conexión nacional.

## FERROCARRILES HISTÓRICOS EN LA PATAGONIA  ARGENTINA
| Ferrocarril principal                              | Otros nombres/antigua denominación                                                                 | Trocha en milímetros                               | Apertura                    | Clausura                  | Reapertura                    | Kilómetros sin anexos y ramales     | Provincias                                             | Cabecera                                                                      | Punta de riel                   | Situación                                                            | Uso histórico                                                         | Uso actual                                                          | Tipo                                                                                      | Empresas y actividades económicos destacadas                                  | Operador | Propietario | Sistema ferroviario | Ramales subsidiarios/derivados                                                                       |
| -------------------------------------------------- | -------------------------------------------------------------------------------------------------- | -------------------------------------------------- | --------------------------- | ------------------------- | ----------------------------- | ----------------------------------- | ------------------------------------------------------ | ----------------------------------------------------------------------------- | ------------------------------- | -------------------------------------------------------------------- | --------------------------------------------------------------------- | ------------------------------------------------------------------- | ----------------------------------------------------------------------------------------- | ----------------------------------------------------------------------------- | --- | --- | --- | --- |
| Ramal ferroviario Bahía Blanca-Neuquén-Zapala      | Ferrocarril del Sud                                                                                | 1.676 (Ancho estándar ferrocarril Roca)            | 1913 (Roque Sáenz Peña)     | 1993 (Carlos Menem)       | 1994                          | 741                                 | - Buenos Aires - La Pampa - Río Negro - Neuquén        | Estación Bahía Blanca                                                         | Estación Zapala                 | Conservado y con uso limitado                                        | - Cargas - Pasajeros - Telégrafo - Teléfono - Encomiendas - Hacienda  | - Cargas en general - pasajeros: solo en el servicio Tren del Valle | Iniciativa privada Luego estatizado                                                       | - YPF - Agricultura - Ganadería - Minería - Servicios portuarios              | - Ferrocarril del Sud. (1913-1948) - Ferrocarriles Argentinos. (1948-1993) - Ferrosur (1994-2023) - Trenes Argentinos Operaciones (Actual). | Compañía británicaFerrocarril del Sud. Luego nacionalizado por el estado Argentino en 1948. Privatizado a Ferrosur en 1994. Renacionalizado en 2023 bajo Trenes Argentinos Operaciones. | - Ferrocarriles privados ingleses (1913-1948) - Ferrocarril Roca (1948-Actualidad)                                                                 | Ramal Ferroviario Cipolletti-Barda del Medio                                                         |
| Ferrocarril Viedma - Bariloche                     | Ramal Carmen de Patagones a Bariloche                                                              | 1.676 (Ancho estándar ferrocarril Roca)            | 1934 (Agustín Pedro Justo)  | 1993 (Carlos Menem)       | 1994                          | 827                                 | Río Negro                                              | Estación Viedma                                                               | Estación Bariloche              | Conservado y provincializado                                         | - Cargas - Pasajeros - Telégrafo - Teléfono - Encomiendas - Hacienda  | - Cargas - Pasajeros - Servicios Turísticos                         | Iniciativa estatal                                                                        | - Turismo - Agricultura - Ganadería - Minería - Servicios portuarios          | - Ferrocarriles del Estado (1934-1948) - Ferrocarriles Argentinos (1948-1993) - Tren Patagónico (1994-Actual)                               | - Estado Argentino (1934-1993) - Provincia de Río Negro(1993-Actual) | - Líneas Patagónicas (1934-1948) - Ferrocarril Roca (1948-Actualdiad)                                                                              | - Ramal a San Antonio Oeste - Ferrocarril la Trochita - Línea Económica al Valle del Río Negro       |
| Línea Económica al Valle del Río Negro             | Línea de General L. Vintter a F.Coronel Sosa                                                       | 750 (Trocha económica)                             | 1933 (Agustín Pedro Justo)  | 1961 (Arturo Frondizi)    |                               | 107                                 | Río Negro                                              | Estación General Lorenzo Vintter                                              | Estación Coronel Francisco Sosa | Levantado                                                            | - Cargas - Pasajeros - Encomiendas - Hacienda                         | Abandonado.                                                         | Iniciativa privada (Compañía Industrial Agrícola San Lorenzo Limitada)entregada al estado | - Agricultura - Ganadería - Compañía Industrial Agrícola San Lorenzo Limitada | - Ferrocarriles del Estado (1934-1948) - Ferrocarriles Argentinos (1948-1961)                                                               | Estado Argentino (1933-1961) | - Líneas Patagónicas (1933-1948) - Ferrocarril Patagónico (1948-1957) - Ferrocarril Roca (1957-1961)                                               | Ramal al Ingenio San Lorenzo                                                                         |
| La Trochita                                        | Línea Económica a Esquel (1935-1994) Viejo Expreso Patagónico (1994)                               | 750 (Trocha económica)                             | 1935 (Agustín Pedro Justo)  | 1993 (Carlos Menem)       | 1994                          | 402                                 | - Río Negro - Chubut                                   | Estación Ingeniero Jacobacci                                                  | Estación Esquel                 | Conservado y provincializado por las dos provincias que lo comparten | - Cargas - Pasajeros - Telégrafo - Teléfono - Encomiendas - Hacienda  | Uso turístico parcial en algunos puntos del ramal.                  | Iniciativa estatal                                                                        | - Turismo - Agricultura - Ganadería - Minería                                 | - Ferrocarriles del Estado (1935-1948) - Ferrocarriles Argentinos (1948-1993) - Provincias de Río Negro y Chubut. (1994-Actual)             | - Estado Argentino (1935-1993) - Provincia de Río Negro desde Jacobacci a Ñorquinco (1994-Actual) - Provincia de Chubut desde El Maitén a Esquel (1994-Actual)                          | - Líneas Patagónicas (1935-1948) - Ferrocarril Patagónico (1948-1957) - Ferrocarril Roca (1957-Actual)                                             | Único ferrocarril regional nacional sin ramales subsidiarios.                                        |
| Ferrocarril de Península Valdés                    | Tren Salinero de Península                                                                         | 760 (Única en la región)                           | 1900                        | 1943 (Levantamiento)      |                               | 32                                  | Chubut                                                 | Estación Puerto Pirámides                                                     | Estación Salinas Grandes        | Levantado                                                            | - Cargas - Pasajeros (eventual)                                       | Abandonado                                                          | Iniciativa privada                                                                        | Compañía Salinera                                                             | Compañía Salinera Ferro y Piaggio. | Alejandro Ferro | Ferrocarriles de capitales nacionales privados. | 0 |
| Ferrocarril Central del Chubut                     | Línea a Colonia 16 de Octubre (1922-1924) Línea de Puerto Madryn a Altos de Las Plumas (1925-1961) | 1.000 (Hasta 1922) 750 (1925-1961)                 | 1888 (Miguel Juárez Celman) | 1961 (Arturo Frondizi)    |                               | 260                                 | Chubut                                                 | Estación Puerto Madryn - Estación Trelew                                      | Estación Altos de Las Plumas    | Levantado                                                            | - Cargas - Pasajeros - Telégrafo - Teléfono - Encomiendas - Hacienda  | Abandonado                                                          | Iniciativa privada. Luego estatizado                                                      | - Turismo - Agricultura - Ganadería - Minería                                 | - Compañía FFCCH. (1888-1922) - Ferrocarriles del Estado (1922-1948) - Ferrocarriles Argentinos (1948-1961)                                 | Compañía FFCCH. Luego estatizado y dependiente de Ferrocarriles del Estado y posteriormente Ferrocarriles Argentinos.                                                                   | - Ferrocarriles privados ingleses (1888-1922) - Líneas Patagónicas (1922-1948) - Ferrocarril Patagónico (1948-1957) - Ferrocarril Roca (1957-1961) | - Ramal al Dique Florentino Ameghino - Ramal a Playa Unión - Ramal a la base aeronaval Almirante Zar |
| Ferrocarril Comodoro Rivadavia a Colonia Sarmiento | 'Ferrocarril Patagónico de Comodoro Rivadavia al Lago Buenos Aires (1910-1914)'                    | 1.676 (Ancho estándar ferrocarril Roca)            | 1914 (Roque Sáenz Peña)     | 1978 (Jorge Videla)       |                               | 197                                 | Chubut                                                 | Estación Comodoro Rivadavia (hasta 1971). Hasta la clausura Estación Talleres | Estación Colonia Sarmiento      | Levantado y conservado en sus últimos kilómetros.                    | - Cargas - Pasajeros - Telégrafo - Teléfono - Encomiendas - Hacienda  | Abandonado                                                          | Iniciativa estatal                                                                        | - YPF - Agricultura - Ganadería - PCR - Servicios portuarios                  | - Ferrocarriles del Estado (1914-1948) - Ferrocarriles Argentinos (1948-1978)                                                               | Estado Argentino (1914-1978) | - Líneas Patagónicas (1914-1948) - Ferrocarril Patagónico (1948-1957) - Ferrocarril Roca (1957-1978)                                               | - Ramal a Astra - Ramal a COMFERPET - Ramal a Punta Piedras                                          |
| Ferrocarril Puerto Deseado a Colonia Las Heras     | Ferrocarril Patagónico de Puerto Deseado al Lago Nahuel Huapi (1909-1914)                          | 1.676 (Ancho estándar ferrocarril Roca)            | 1914 (Roque Sáenz Peña)     | 1978 (Jorge Videla)       | 2015 (Reapertura Fraudulenta) | 280                                 | Santa Cruz                                             | Estación Puerto Deseado                                                       | Estación Las Heras              | Conservado mayoritariamente con pocos tramos levantados.             | - Cargas - Pasajeros - Telégrafo - Teléfono - Encomiendas - Hacienda. | Abandonado                                                          | Iniciativa estatal                                                                        | - YPF - Ganadería - Minería - Servicios portuarios                            | - Ferrocarriles del Estado (1914-1948) - Ferrocarriles Argentinos (1948-1978)                                                               | Estado Argentino (1914-1978) | - Líneas Patagónicas (1914-1948) - Ferrocarril Patagónico (1948-1957) - Ferrocarril Roca (1957-1978)                                               | Ramal al Muelle de Puerto Deseado                                                                    |
| Ramal Ferro industrial Río Turbio                  | Ramal Ferro-Industrial Eva Perón (1950-1955)                                                       | 750 (Trocha económica)                             | 1950 (Juan Perón)           | 1993 (Carlos Menem)       |                               | 500                                 | Santa Cruz                                             | Estación Río Gallegos (hasta 1991)                                            | Estación Río Turbio             | Conservado y en uso estatal                                          | - Cargas - Pasajeros - Telégrafo - Teléfono - Encomiendas             | Cargas mineraleras                                                  | Iniciativa estatal                                                                        | - YCF - Minería - Servicios portuarios                                        | YCF | Estado Argentino (1950-19) | Ferrocarriles estatales de apoyo logístico. | 0 |
| Ferrocarril Salinero de Cabo Blanco                | Ferrocarril de Cabo Blanco                                                                         | 600 (Decauville)                                   | 1905                        | 1930´s (Cerre)            |                               | 5.6                                 | Santa Cruz                                             | Embarcadero Muelle Cabo Blanco                                                | Embarcadero Salinas Cabo Blanco | Levantado                                                            | Cargas                                                                | Abandonado                                                          | Iniciativa privada                                                                        | Compañía de las Grandes Salinas de Cabo Blanco                                | Compañía de las Grandes Salinas de Cabo Blanco                                                                                              | L. Parmiggiani y Cía | Ferrocarriles de capitales nacionales privados. | 0 |
| Ferrocarril Camber                                 | Expreso de Las Malvinas                                                                            | 610                                                | 1915                        | 1927 (usado hasta 1940)   |                               | 5.6                                 | Tierra del Fuego (territorio reclamado Islas Malvinas) | Embarcadero Navy Port                                                         | Apeadero Moody Brook            | Levantado                                                            | - Cargas - Pasajeros                                                  | Abandonado                                                          | Iniciativa estatal británica                                                              | Servicios portuarios                                                          | Royal Navy | Reino Unido | Ferrocarriles de apoyo logístico construidos por iniciativa británica.                                                                             | 0 |
| Tren del Fin del Mundo                             | Ferrocarril Austral Fueguino (1994)                                                                | 600 (Decauville) (Acortado a 500 desde reapertura) | 1909                        | 1952 (Juan Domingo Perón) | 1994                          | 25 (Acortado a 8 con la reapertura) | Tierra del Fuego                                       | Estación del Fin del Mundo                                                    | Estación Parque Nacional        | Replanteado en su trazado original.                                  | - Cargas - Pasajeros                                                  | Uso turístico en tramo diferente la original.                       | Iniciativa estatal. Luego recuperado por iniciativa privada                               | - Servicios portuarios (pasados) - Aserraderos (pasados) - Turismo            | - Ministerio de Justicia (1909-1947) - Armada Argentina (1947-1952) - Tranex Turismo S.A. (1994-actualidad)                                 | - Estado Argentino (1909-1952) - Tranex Turismo S.A. (1994-actualidad) | Ferrocarriles estatales de apoyo logístico. | Ramal al Monte Susana                                                                                |

## Ramales derivados-subsidiarios de los ferrocarriles patagónicos
| Ramales subsidiarios o secundarios           | Mapa | Trocha | Apertura | Clausura | Kilómetros | Cabecera            | Punta de Riel            | Uso histórico                                        | Situación                      | Tipo               | Importancia                                                                                           |
| -------------------------------------------- | ---- | ------ | -------- | -------- | ---------- | ------------------- | ------------------------ | ---------------------------------------------------- | ------------------------------ | ------------------ | --- |
| Ramal Ferroviario Cipolletti-Barda del Medio |      | 1676   | 1910     | 1993     | 30         | Estación Cipolletti | Estación Barda del Medio | - Cargas - Pasajeros - Hacienda - Telégrafo/Teléfono | Parcialmente usado para cargas | Iniciativa estatal | Única derivación del tendido principal. El más extenso de todos los ramales subsidiarios patagónicos. |

| Ramales subsidiarios o secundarios | Mapa | Trocha | Apertura | Clausura | Kilómetros | Cabecera | Punta de Riel | Situación | Uso                            | Tipo               | Importancia                                                  |
| ---------------------------------- | ---- | ------ | -------- | -------- | ---------- | -------- | ------------- | --------- | ------------------------------ | ------------------ | ------------------------------------------------------------ |
| Ramal a SAO                        |      | 1676   |          | 1993     |            |          |               | Activo    | - Cargas - Pasajeros - Turismo | Iniciativa estatal | Única derivación del tendido principal y cabecera portuaria. |

| Ramales subsidiarios o secundarios | Mapa | Trocha | Apertura | Clausura | Kilómetros | Cabecera             | Punta de Riel                | Uso                              | Situación | Tipo                                                                                                  | Importancia                                                                |
| ---------------------------------- | ---- | ------ | -------- | -------- | ---------- | -------------------- | ---------------------------- | -------------------------------- | --------- | --- | -------------------------------------------------------------------------- |
| Ramal al Ingenio San Lorenzo       |      | 750    | 1935     | 1958     | 3.3        | Estación San Lorenzo | Apeadero Ingenio San Lorenzo | - Traslado de empleados - Cargas | Levantado | Iniciativa privada (Compañía Industrial Agrícola San Lorenzo Limitada) entregada al estado argentino. | Única derivación del tendido principal y cabecera inicial del ferrocarril. |

| Ramales subsidiarios o secundarios   | Mapa | Trocha | Apertura | Clausura | Kilómetros | Cabecera            | Punta de Riel                      | Situación | Uso                                                 | Tipo                        | Importancia |
| ------------------------------------ | ---- | ------ | -------- | -------- | ---------- | ------------------- | ---------------------------------- | --------- | --------------------------------------------------- | --------------------------- | --- |
| Ramal a Playa Unión                  |      | 750    | 1923     | 1961     | 24.8       | Estación Trelew     | Estación Playa Unión               | Levantado | - Cargas - Telégrafo/Teléfono - Pasajeros - Turismo | Iniciativa pública estatal. | 1°El segundo más extenso de todos los ramales subsidiarios patagónicos. El ramal más turístico centrado en la costa patagónica.  |
| Ramal al Dique Florentino Ameghino   |      | 750    | 1945     | 1961     | 10.2       | Estación Las Chapas | Estación Dique Florentino Ameghino | Levantado | - Cargas - Pasajeros                                | Iniciativa estatal          | 2° El tercero más extenso de todos los ramales subsidiarios patagónicos. Clave en la construcción del Dique Florentino Ameghino. |
| Ramal a Base Aeronaval Almirante Zar |      | 750    |          | 1961     |            | Estación Trelew     | Base Aeronaval Almirante Zar       | Levantado | - Cargas - Pasajeros                                | Iniciativa estatal          | 3°Clave en la construcción de la Base Aeronaval Almirante Zar.                                                                   |

|                       | Mapa | Trocha | Apertura | Clausura | Kilómetros | Cabecera                                                              | Punta de Riel  | Situación                            | Uso                                                  | Tipo                                                                                     | Importancia                                                                                               |
| --------------------- | ---- | ------ | -------- | -------- | ---------- | --------------------------------------------------------------------- | -------------- | ------------------------------------ | ---------------------------------------------------- | ---------------------------------------------------------------------------------------- | --- |
| Ramal a Astra         |      | 1676   | 1916     | 1978     | 10         | Estación Comodoro Rivadavia (1914-1971) Estación Talleres (1971-1978) | Estación Astra | Levantado (leves tramos conservados) | - Cargas - Telégrafo/Teléfono - Pasajeros - Hacienda | Iniciativa privada (Empresa Astra) entregada al estado argentino.                        | 1°El más extenso de todos los ramales subsidiarios patagónicos dedicados al petróleo.                     |
| Ramal a COMFERPET     |      | 1676   | 1921     | 1978     | 1.9/2.1    | Estación Comodoro Rivadavia (1914-1971) Estación Talleres (1971-1978) | COMFERPET      | Levantado                            | - Cargas - Pasajeros                                 | Iniciativa privada (Compañía Ferrocarrilera del Petróleo) entregada al estado argentino. | 2°El primero de los ramales subsidiarios patagónicos dedicados al petróleo.                               |
| Ramal a Punta Piedras |      | 750    | 1923     | 1958     | 7.1        | Estación Comodoro Rivadavia                                           | Punta Piedras  | Levantado                            | - Cargas - Pasajeros - Turismo                       | Iniciativa estatal                                                                       | 3° El único ramal de la zona sur de Comodoro Rivadavia y el más austral dedicado íntegramente al turismo. |

Ferrocarril Puerto Deseado a Colonia Las Heras
| Ramales subsidiarios o secundarios | Mapa | Trocha | Apertura | Clausura | Kilómetros | Cabecera                | Punta de Riel                     | Situación                               | Uso      | Tipo               | Importancia                                        |
| ---------------------------------- | ---- | ------ | -------- | -------- | ---------- | ----------------------- | --------------------------------- | --------------------------------------- | -------- | ------------------ | -------------------------------------------------- |
| Ramal al Muelle de Puerto Deseado  |      | 1676   | 1909     | 1978     | 1.6        | Estación Puerto Deseado | Apeadero Muelle de Puerto Deseado | Sin actividad y parcialmente conservado | - Cargas | Iniciativa estatal | 1°Eje inicial del ferrocarril y terminal marítima. |

| Ramales subsidiarios o secundarios | Mapa | Trocha | Apertura | Clausura | Kilómetros                      | Cabecera            | Punta de Riel                     | Situación | Uso                  | Tipo               | Importancia                                    |
| ---------------------------------- | ---- | ------ | -------- | -------- | ------------------------------- | ------------------- | --------------------------------- | --------- | -------------------- | ------------------ | ---------------------------------------------- |
| Ramal al Monte Susana              |      | 600    | 1913     | 1952     | 25 (suma total del ferrocarril) | Presidio de Ushuaia | Terminal Cuestas del Monte Susana | Levantado | - Cargas - Pasajeros | Iniciativa estatal | 1°Eje de explotación forestal del ferrocarril. |